# Strätta
Strätta (Angelica sylvestris) är en flerårig ört i släktet kvannar (Angelica) och familjen flockblommiga växter. Den beskrevs av Carl von Linné.
Strättan är en mycket storvuxen ört med flikiga blad och stora vita eller rosa blomflockar, och förekommer i hela Europa och stora delar av Asien. Den återfinns framför allt på fuktig mark, bland annat på stränder och ängar samt på mänskligt störd mark som vägrenar och betesmarker. Roten har en aromatisk doft, och strättan har tidigare använts som färgväxt, i medicinen samt till örtte och mjöl.

## Beskrivning
Strättan är en hög och kraftig, två- eller flerårig ört. Roten är kraftig och har en aromatisk doft. Växten kan bli 1–1,5 meter hög, på god jord och skuggrik lokal ända upp till 2–3 meter hög. Stjälken är grov och ihålig, blådaggig och ofta rödtonad, och grenar sig upptill. Bladen är närmast trekantiga och är 2–3 gånger pardelade; ändflikarna är snett äggrunda och sågtandade. Stjälkbladen är något mindre och har tydligt uppblåsta bladslidor.
Blommorna är samlade i stora platta flockar, utan allmänt svepe men med trådlika enskilda svepen. Blommorna är vita eller ljusrosa, med likstora kronblad och långa ståndare. De besöks av många nektarsamlande insekter. Arten kan skiljas från den närstående kvannen på att blomflockarna är välvda snarare än runda. Frukten ger ett tillplattat intryck, eftersom dess båda kantåsar är mycket höga och förvandlade till hinnkanter som i bredd överträffar själva delfrukten. Blomningen sker i juli.
Förväxlingsarter till strätta är, förutom kvanne, även björnloka och andra arter i släktet Heracleum, såsom jätteloka.

## Utbredning
Strättan förekommer i hela Europa och österut fram till ryska Sibiriens västra delar och provinsen Xinjiang i nordvästra Kina. I syd når arten Turkiets asiatiska del. En avskild, införd population växer i Kanada i Québec, Ontario, New Brunswick och Nova Scotia. I Norden återfinns den i princip överallt ända upp till Norra ishavet; den saknas eller är sällsynt endast i ett mindre område i Norrbotten, i Torne och Lule lappmark samt i finska Lappland norr om polcirkeln.
För världspopulationen är inga hot kända. IUCN listar arten som livskraftig (LC).

## Habitat
Strättan återfinns framför allt på stränder, fuktängar och annan fuktig, näringsrik mark såsom videkärr och örtrika skogar, men förekommer även på kulturpåverkad mark som slåtterängar, vägrenar och betesmarker. Den växer ofta ihop med älggräs, tuvtåtel och andra högväxta arter. Även om den förekommer på betesmark är den antagligen inte betesgynnad, utan har snarare ökat när betestrycket har minskat på strandnära betesmarker. Den har också vunnit mark på igenlagda och försumpade åkrar, i diken och på marker påverkade av sjösänkning. Arten finns också i rikkärr av alla sorter, men saknas i fattigkärr.

## Användning
Blommorna kan användas för att färga ylle gult, och dess rot användes förr i medicinen, bland annat mot pest och kolik. Bladen och frukterna har använts till örtte och på roten har man malt mjöl.

## Namn
Släktnamnet Angelica betyder 'änglalik' och syftar egentligen på släktesfränden kvanne, en växt som Gud ska ha uppenbarat för människorna. Det latinska artepitetet sylvestris betyder '[som växer] i skogen' och syftar på växtplatsen.
"Strätta" betyder skvätta eller spruta. Enligt en uppgift från 1963 skulle benämningen hänga ihop med att barn på lek använde de ihåliga stjälkarna för att spruta vatten. Namnet anfördes av Linné redan 1745.
I bygdemålets bjenstut kan ordledet bjen härledas från björn, och ordledet stut kommer av fornnordiska stutr, som bland annat betyder 'rör', syftande på den ihåliga stjälken. I bygdemålets björnpipa har ordledet pipa den gamla betydelsen av 'rör', vilket även i detta fall syftar på den ihåliga stjälken. Ordet är besläktat med rökpipa och det gamla volym-måttet pipa. Således ligger samma tankegång bakom bjenstut i Västerbotten och björnpipa i Värmland och Närke.

### Dialektala namn
- björnloka[4]
- bjenstut (Västerbotten)[10]
- björnpipa (Värmland, Närke)[11]
- björnstuten[4]
- floker (Hälsingland)[4]
- hundfloka (Hälsingland)[4]
- skvättflykie (Hälsingland)[4]
- slotterbruer (Hälsingland)[4]
- spelpiper (Hälsingland)[4]
- sprutflok (Hälsingland)[4]
- sprutkål (Hälsingland)[4]
- sumpsloka[4]
- slöke[4]
- tjuton (Småland)[4][6]
- ängatutor (Småland)[4]